# Muger

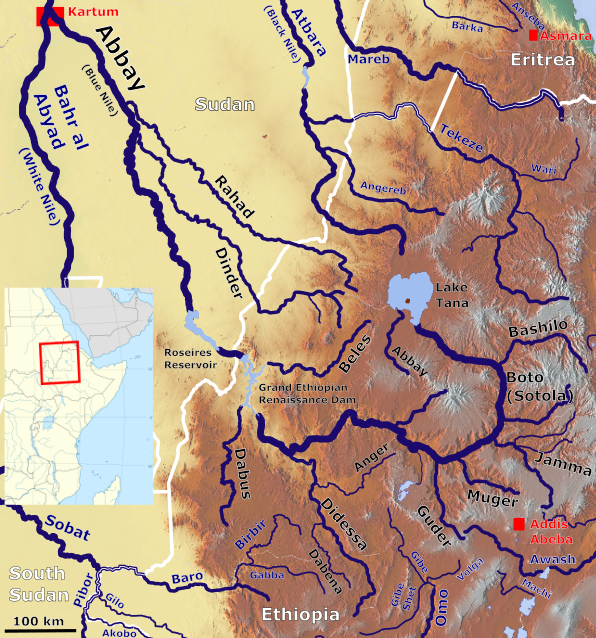
Carte montrant le bassin de l'Abbaye, avec la rivière Muger (en bas à droite)

Mugar (ou Mujer) est un affluent coulant vers le nord de la rivière Abay dans le centre de l'Éthiopie, qui se distingue par ses gorges profondes. Sa confluence avec l'Abay est à : 9° 55′ 07″ N, 37° 55′ 50″ E. Les affluents du Muger comprennent le Labbu. Le Muger a une zone de drainage d'environ 8 188 kilomètres carrés. Il était délimité par l'historique Endagabatan  province.
Le Mugar est un point de repère important car il marquait la limite orientale du royaume de Damot (avant que la Grande migration Oromo ne force ce peuple à traverser l'Abay) et la frontière occidentale du district de Selale. Quelque part dans les vallées de la Guder-Mugar, le premier fossile de dinosaure enregistré dans la Corne de l'Afrique a été découvert en 1976. Il s'agissait d'une seule dent de carnosaure.
La région autour de Mugar était le territoire traditionnel du peuple Gafat, aujourd'hui disparu, mais il sera expulsé par les empereurs du peuple Amhara au cours des siècles suivants et plus tard assimilé par le peuple Oromos,.